# 千田衛人
千田 衛人（ちだ えいと）は、日本の漫画家、イラストレーター。旧ペンネームは08（ゼロハチ）。

## 来歴
2009年に、スクウェア・エニックスの漫画雑誌『月刊ガンガンJOKER』の4コマ漫画勝ち抜き投稿企画「戦国GAG合戦」に08名義で「ちびかの」をエントリー。3ヶ月連続勝ち抜きを達成し、2009年11月号に読み切りを掲載。その後、2010年7月に『ガンガンONLINE』のイベント・短編小説カーニバルに阿部憂貴がエントリーした「らくがきメール」の挿画を担当するにあたり、現在のペンネームへ改名する。
2010年、P.A.WORKS原作のメディアミックス作品「花咲くいろは」（テレビアニメは2011年4月より放送開始）のコミカライズを、『月刊ガンガンJOKER』2010年12月号より連載開始した。

## 作品一覧

### 08名義
読み切り・他
- ちびかの（月刊ガンガンJOKER「戦国GAG合戦」エントリー作品、2009年7月号 - 2009年9月号）
- ちびかの。（月刊ガンガンJOKER、2009年11月号）
- ドラゴンクエストIX 星空の守り人 4コマ劇場（2009年12月、参加）
- びじゅつのおじかん。（月刊ガンガンJOKER、2010年9月号）

イラスト
- テーマ「冬」（ガンガンONLINE、2009年12月17日）

### 千田衛人名義
連載
- 花咲くいろは（月刊ガンガンJOKER、原作・P.A.WORKS、2010年12月号 - 2012年11月号）全5巻
- ガールズ・ゴー・アラウンド（月刊ガンガンJOKER、2013年4月号 - 2014年1月号）全2巻
- 弱キャラ友崎くん（月刊ガンガンJOKER、原作・屋久ユウキ、2018年1月号 - 2021年3月号）全6巻

読み切り・他
- カルタ×俺TT（妖狐×僕SS オフィシャルアンソロジー 妖狐×僕SS（ショートストーリーズ）、2012年6月22日発売）
- いいのわるいの。（月刊ガンガンJOKER、2015年8月号）
- よみかけるほし（月刊ガンガンJOKER、2016年11月号、2017年5月号）[2][3]

挿画
- らくがきメール（阿部憂貴、第2回ガンガンONLINE短編小説カーニバル第1位）
- リヴァイアサンのセカイ（チャー、ガンガンノベルズ）
- かたがきネバーランド在住（阿部憂貴、ガンガンONLINE）
- てがき未来図（阿部憂貴、ガンガンONLINE）
- うわがきタイム（阿部憂貴、ガンガンONLINE）